# 제네바 밋첼

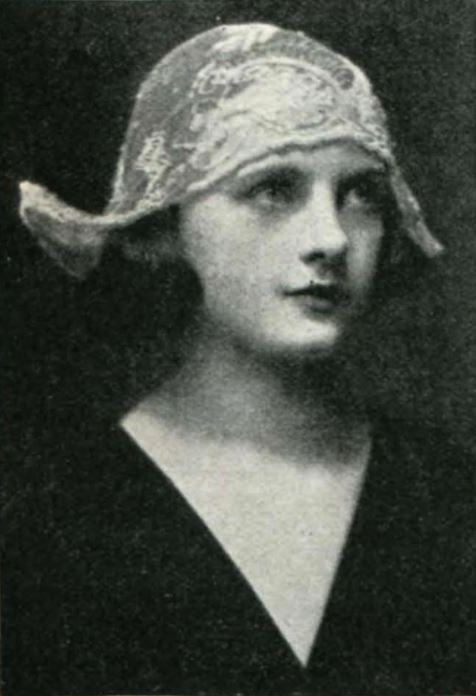

제네바 밋첼(Geneva Mitchell, 1905년 2월 3일 ~ 1949년 3월 10일)은 미국의 배우, 영화배우이다.
로스앤젤레스에서 사망하였다.

## 영화
- 캡틴 헤이트 더 씨 (1934년)
- 아침의 영광 (1933년)
- 래스퓨틴 앤 더 엠프리스 (1932년)
- 빅 시티 블루스 (1932년)
- 플로우 스루 (1930년)